# Psychologická literatura
Psychologická literatura se zaměřuje na popis duševního stavu, psychoanalýzu, hlubinnou psychologii (patologické jevy a pudy) a člověka. Proto se může chlubit označením „nadčasová“, protože její témata jsou neustále aktuální. Hlavní
vliv na ni měli Fjodor Michajlovič Dostojevskij, Hermann Hesse, Franz Kafka a Freudova psychoanalýza. V Česku se rozvíjela především před druhou světovou válkou.

## Hlavní představitelé v Česku
- Jarmila Glazarová – severní Morava, hory
- Jaroslav Havlíček – vztahy v rodině, rozklad manželství
- Egon Hostovský – spisovatel židovského původu, který musel emigrovat do Ameriky. V jeho díle je hlavní vykořeněnost a osamělost.
- Marie Pujmanová – jihovýchodní Morava, působení fašismu na psychiku lidí (slavná trilogie)
- Václav Řezáč – vnitřní psychický vývoj člověka, zvrácenost postav (Černé světlo, Svědek)